# دووربين
دووربين هي بلدية في مدينة امسلاند في ولاية سكسونيا السفلى, ألمانيا. دووربين هو مقعد من Samtgemeinde Dörpen.

## أعلام
- آدم باستور